# Suicide (musikalbum)
Suicide är New York-duon Suicide första album, släppt 1977. All musik är skriven av bandets två medlemmar Alan Vega och Martin Rev.

## Låtlista
1. "Ghost Rider" – 2:33
2. "Rocket U.S.A." – 4:17
3. "Cheree" – 3:41
4. "Johnny" – 2:10
5. "Girl" – 4:06
6. "Frankie Teardrop" – 10:25
7. "Che" – 4:51